# Savet evropskih opština i regija
Savet evropskih opština i regija (engl. The Council of European Municipalities and Regions, CEMR) je najveća organizacija lokalnih i regionalnih vlasti u Evropi.
Osnovan je u Ženevi 1951. godine pod nazivom Savet evropskih opština (engl. The Council of European Municipalities). Kasnije je Savet rad podelio na regione i postao je Savet evropskih opština i regiona. Članovi su preko 50 nacionalnih asocijacija gradova, opština i regija iz 40 zemalja. Zajedno, ova udruženja objedinjuju oko 150.000 lokalnih i regionalnih vlasti.
Na čelu političke strukture je predsednik — gradonačelnik Štutgarta Volfang Šuster. Poseduje kadar od oko 20 članova, na čijem čelu je generalni sekretar Frederik Valier. Budžet ove organizacije je oko 2 miliona evra, većinu predstavlja članarina svojih nacionalnih udruženja. Ostatak (oko 10%), dolazi od godišnje donacije Evropske komisije u okviru programa Aktivnog evropskog građanstva.

## Aktivnosti
Savet radi na promociji ujedinjene Evrope koja je zasnovana na lokalnoj i regionalnoj samoupravi i demokratiji. Da bi se postigao taj cilj, Savet nastoji da oblikuje budućnost Evrope kroz jačanje lokalnih i regionalnih doprinosa, da utiče na evropsko pravo i politiku. Zatim, razmenjuju iskustva na lokalnom i regionalnom nivou i sarađuju sa partnerima u drugim delovima sveta. Takođe, Savet evropskih regija funkcioniše u mnogim oblastima kao što su regionalna politika, saobraćaj, životna sredina, itd. Isto tako, on organizuje seminare i konferencije o širokom spektru pitanja koja promovišu razmenu i širenje iskustava na lokalnom i regionalnom nivou. Naravno, Savet učestvuje u bratimljenju gradova i opština. Danas postoji oko 26.000 projekata koji povezuju gradove, opštine, okruge i regije širom Evrope. Konačno, Savet evropskih regija i opština je evropska sekcija nove svetske organizacije Ujedinjenih gradova i lokalnih samouprava.

## Politička struktura
Savet se sastoji iz dva vladajuća tela: Političkog odbora i Izvršnog biroa.
Politički odbor se sastaje dva puta godišnje, i to je za većinu slučajeva, glavni organ Saveta. On se zasniva na nacionalnoj zastupljenosti, u rasponu od: 2 mesta za države sa manje od 5 miliona stanovnika i 6 mesta za države sa više od 60 miliona stanovnika.
Izvršni odbor je manje telo, i on odlučuje između sastanaka Političkog biroa.
Predsednik Saveta, kao i njegovi drugi članovi Predsedništva su izabrani od strane Političkog odbora za trogodišnji mandat. Savet ima devet potpredsednika.

### Rukovodstvo
- predsednik dr Volfang Šuster — gradonačelnik Štutgarta, evropski potpredsednik Ujedinjenih gradova i lokalnih samouprava;
- potpredsednik Aina Kalvo Sastre — bivši gradonačelnik Palma de Majorke, član Izvršnog odbora Španskog saveza opština i gradova;
- potpredsednik Anamarija Jorizma — gradonačelnik Almere, predsednik Asocijacije holandskih opština;
- izvršni predsednik Anders Knape — član gradskog veća u Karlštadu, predsednik švedske Asocijacije lokalnih vlasti i regiona, potpredsednik Kongresa lokalnih i regionalnih vlasti Saveta Evrope;
- izvršni predsednik Antonio Kosta — gradonačelnik Lisabona, potpredsednik Ujedinjenih gradova i lokalnih samouprava;
- izvršni predsednik ser Albert Bor — član gradskog veća Birmingema, bivši predsednik Komiteta regiona;
- izvršni predsednik Oldrič Vlašak — član Evropskog parlamenta, član gradskog veća Hradec Kralove, predsednik Saveza gradova i zajednica Češke;
- počasni predsednik Valeri Žiskar d'Esten.